# بيل برادلي (دراج)
بيل برادلي (بالإنجليزية: William Bradley) هو دراج بريطاني، ولد في 30 مارس 1933 في Walkden ‏ في المملكة المتحدة، وتوفي في 30 يونيو 1997 في ساوثبورت ‏ في المملكة المتحدة.

## وصلات خارجية
- ويليام برادلي على موقع أرشيف الدراجات (الإنجليزية)
- ويليام برادلي على موقع إحصائيات الدراجات الإحترافية (الإنجليزية)
- ويليام برادلي على موقع أوليمبيديا (الإنجليزية)